# Веселковий флешмоб
Райдужний флешмоб (англ. rainbow flash mob) — міжнародна акція, присвячена до Міжнародного дня боротьби з гомофобією і трансфобією (17 травня), у цей день в 1990 році Всесвітня організація охорони здоров'я (ВООЗ) виключила гомосексуальність із переліку психічних хвороб. 

## Історія
Була придумана німецьким ЛГБТ-активістом, одним із засновників берлінської російськомовної ЛГБТ-організації Quarteera Іваном Кильбером у 2009 році.
Для участі в акції необхідно написати послання на листівці, прив'язати його до повітряної кульки, запустити над містом та сфотографувати. У 2009 році райдужний флешмоб відбувся в тридцяти містах світу, в тому числі в Санкт-Петербурзі, Москві, Тюмені, Іванові, Волгограді, Ростові-на-Дону, Набережних Челнах, Кемерові, Томську, Омську, Єкатеринбурзі, Казані, Брянську, Іжевську, Хабаровську, Уфі, Пензі, Челябінську, Пермі, Самарі, Саратові, Архангельську, Гамбурзі, Ванкувері. Звіт про Райдужний флешмоб було розміщено на офіційному сайті організації «День боротьби с гомофобією IDAHO».

### В Україні
17 травня 2011 року Райдужний флешмоб вперше було проведено в Україні — Києві, Дніпропетровську, Запоріжжі, Полтаві, Херсоні та інших містах.
5 липня 2014 року, близько 35 представників і представниць української ЛГБТ-спільноти провели Веселковий флешмоб біля арки Дружби народів в центрі Києва, щоб заявити про неприпустимість обмеження права на мирні збори, свободу слова і свободу самовираження. Акція була проведена замість запланованого «Маршу Рівності» в рамках Міжнародного форуму-фестивалю «КиївПрайд-2014».